# Zoológico y Jardín Botánico de Eala

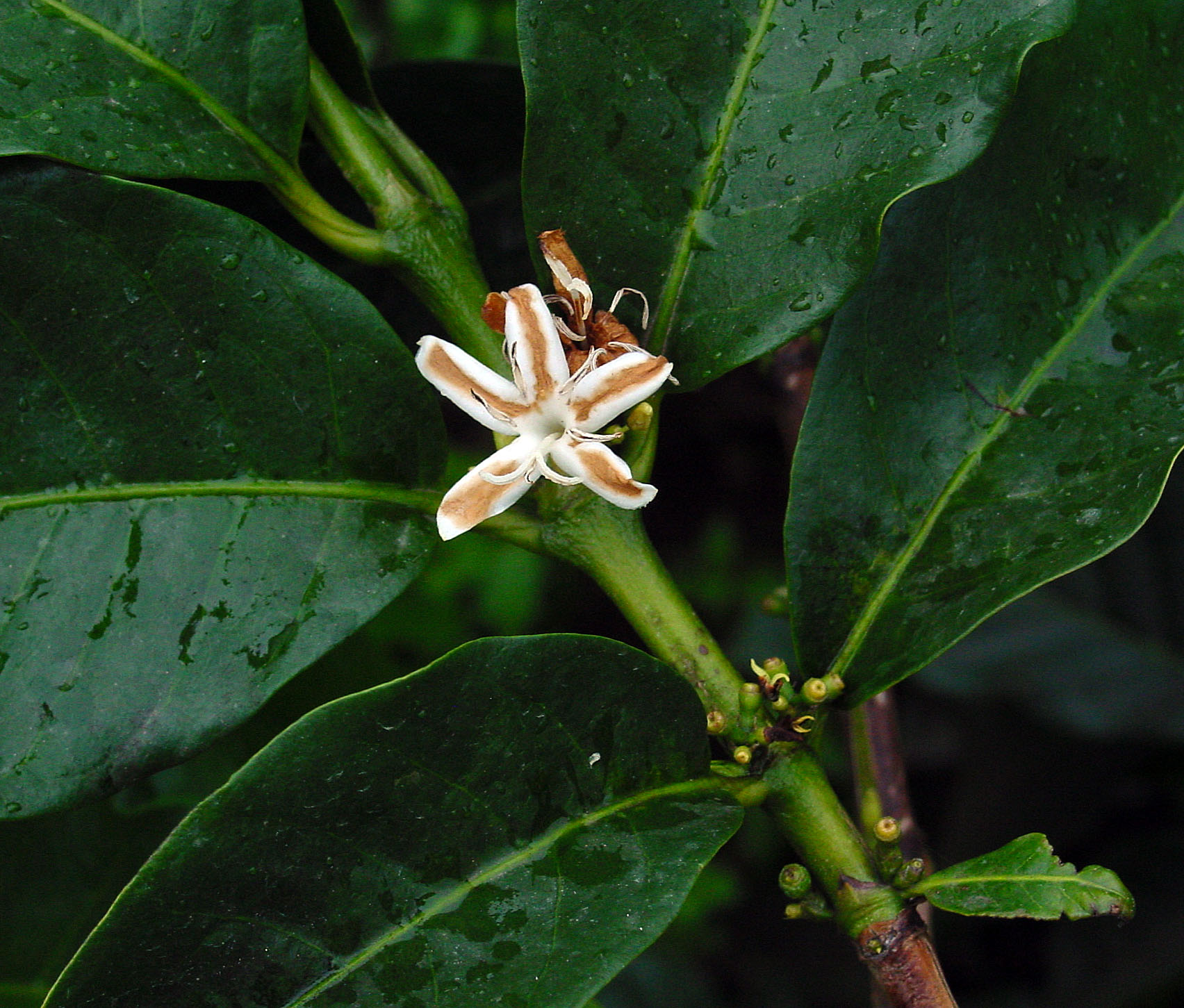
Coffea canephora planta perteneciente a la Flora de la República Democrática del Congo.

El zoológico y Jardín Botánico de Eala en francés : Jardin Zoologique et Botanique d‘Eala, es un zoológico y jardín botánico de unas 370 hectáreas de extensión que se encuentra en Eala, República Democrática del Congo. Presenta trabajos para la Agenda Internacional para la Conservación en los Jardines Botánicos, su código de identificación internacional como institución botánica es MBAN.

## Localización
Jardin Zoologique et Botanique d‘Eala B.P. 278
Eala Mbandaka, (Equateur), República Democrática del Congo (anteriormente Zaire)

## Historia
El rey Léopold II fundó por decreto del 3 de febrero de 1900 el Jardín Botánico de Eala y el Jardín Colonial de Laeken. Un laboratorio de química en Tervuren debía realizar análisis sobre el material colonial. 
Después de una prospección agronómica del Congo Independiente (1895-96) el Prof. Emile Laurent ya había preconizado la instalación de un jardín botánico en la región ecuatorial cerca de la actual Mbandaka (exCoquilhatville). El primer director de este jardín fue el Sr. L. Pynaert, seguido del Sr. Laurent y de F. Seret. 
El Jardín colonial de Laeken debía funcionar como enlace en la introducción de nuevas especies. Un pequeño jardín de introducción ya había funcionado en Boma. En 1913 un famoso botánico, C. Vermoesen, tomó la dirección durante algunos años. Se constituyó un herbario y se instaló un laboratorio de química. 
Durante la década de 1920 V. Goossens fue también el director. 

## Colecciones
Alberga un arboreto de árboles frutales y un herbario.